# Asxerikha
Asxerikha (en rus: Ащериха) és un poble de l'óblast de Nijni Nóvgorod, a Rússia, segons el cens del 2010 no tenia cap habitant, pertany al municipi de Bolxoie Andóssovo.